# 伊藤あしゅら紅丸
伊藤 あしゅら 紅丸（いとう あしゅら べにまる、1950年12月25日 - ）は、日本の漫画家、イラストレーター、CGクリエイター、ギター・アナリスト、ミュージシャン。肩書きは多数。元クリーチャーズ取締役。ゲーム業界のみならず、アニメや漫画など様々な分野に精通し、広い人脈を持つ。自らを“業界の鵺”と評す。豹柄をこよなく愛す。

## 概要
1950年東京都文京区生まれ。
高校生の頃から漫画やイラストを発表し、それからもずっと漫画家・イラストレーターとして活躍している。
糸井重里が社長を務めていたエイプ制作の攻略本にイラストレーターとして参加。
その後、Nintendo of Americaが発行しているゲーム誌『NINTENDO POWER』で『スターフォックス』や『スーパーメトロイド』の漫画を連載。さらにこの頃、スーパーファミコン用ソフト『マリオペイント』にハマって、クオリティの高い作品を数多く作り、それが石原恒和に目に留まってゲーム制作に携わるようになる。ゲーム制作で最初に関わった作品は『サウンドファンタジー』。
エイプが休眠状態に陥って以降は、石原恒和と共にクリーチャーズの発起メンバーとなり、自身は取締役に就任した。
クリーチャーズでは、モデリングチームのディレクターとして、『ポケモンスタジアム』シリーズのモデリングやアニメ『ポケットモンスター』のエンディングCGを手掛けた。
2000年秋からアメリカのいくつかの新聞に、ポケモンの四コマ漫画を連載。
この漫画は、小学館の米国子会社Viz Communicationsによって、全米で20紙以上の新聞に配給され、その合計発行部数は1200万部以上にもなる。2001年に開業したPokemonCenter NYのコンセプトデザインも担当。
2002年にクリーチャーズを新社長田中宏和により解雇。
その後『星のカービィ 夢の泉デラックス』や『カービィのエアライド』の開発に参加、ハル研究所の開発ソフトに携わる。
現在は、ゲーム開発会社数社のアートディレクションを務めながら、フリーランスとして活動。作品のテイストは玉石混交、融通無碍。
『森羅万象、古今東西のテイストを自家薬籠に採り入れ、自分のものとしてアウトプットしたいと常に願っている。』とは、本人談である。
デヴィッド・リンドレーやジェニ・マルダーなどの海外アーティストのアルバム・ジャケットのデザインや、公演ポスターなどの音楽関係のアート作品を中心に描くと同時にバンド活動も積極的に展開している。

## 略歴
- 1950年 クリスマスに東京都文京区で生まれる。
- 1965年 15歳でゴルフ場の会員誌に寄稿、初めて原稿料をもらう。以後、企業PR誌などにイラストを寄稿。高校生の頃から漫画やイラストを発表し、以来、現在も漫画家、イラストレーターとして活動している。
- 1967年 TBSラジオ『パックインミュージック』イラストコンテストで優秀賞受賞。以後、放送関係のイラストの仕事に携わるようになる。
- 1968年 虫プロダクションのアニメーション『千夜一夜物語』に動画&トレースで参加。
- 1969年 萩尾望都、竹宮恵子の作品を手伝う。（所謂アシスタント）日本オフロード協会にアートディレクターで参加。
- 1970年 自動車週刊誌『ザ・モーター』誌上に『アシュラのイラスト・ルポ』連載。同誌、および日刊自動車新聞社『自動車年鑑』などで、自動車の解説&編集。『ザ・モーター』にエッセイを連載していた。マイク眞木のバンド「ラングラーズ」に参加。ベース、ギター、マンドリン、ウォッシュボードを担当。以後イラストレーターとバンドマンの二足のわらじを履く。
- 1971年 郵政省・貯金局や中野サンプラザのポスターデザイン等を手掛ける。
- 1973年 勁文社から『なぞなぞ1005題』出版。80万部を売るスマッシュヒット。
- 1974年 「ラングラーズ」脱退。アメリカ西海岸に1年滞在し、現地音楽レポートの傍ら、ロサンゼルス、サンフランシスコで店舗宣伝などのアートワークを手がける。日本の音楽誌に特派員として記事掲載。
- 1975年 帰国。音楽雑誌『ベアバック』の編集にアートディレクション&ライターで参加。洋楽プロモーターTom's Cabin Productionsにアートディレクターで参加。同時に、ツアーマネージャーも勤め、多くのアメリカのミュージシャンとの交流を持つ。洋書『Quick Fox』の翻訳&解説等。レコードのライナー・ノーツや音楽雑誌に執筆活動。
- 1977年 戸井十月主宰のプレス75に参加。『平凡パンチ』（マガジンハウス）、『週刊プレイボーイ』『月刊プレイボーイ』（集英社）、『POPEYE』（マガジンハウス）、『ホットドッグ・プレス』（講談社）、『週刊明星』（集英社）等でイラストを発表。
- 1978年 東京中日新聞 日曜版に『パズル』連載開始。この連載は2011年まで形を変えて続いた。戸井十月&プレス75関係者とバンド『711 LuckyOpen』を結成。大学祭などに出演。デザイナーの友人とアート・スタジオ『Space2X2』設立。イラスト業に専念。
- 1980年 友人とバンド『All That Blues Band』結成。ライブ・ハウスや文化祭を中心に演奏活動。自身の事務所『Ashura Studio』（現在の『Ashura&Benny Studio』）設立。以後10年間は基本的にフリーランスのイラストレーター/ミュージック・ライター/パズル・メイカー、レコードジャケット、ポスター、パッケージ・デザイン、雑誌広告、商品（景品）開発等に携わる。※当時の主なクライアント：富士通/東芝/ソニー/明星食品などの広告系。集英社/マガジンハウス/Google/Mr.Bike/日刊ゲンダイ 東芝EMI/WEM/徳間音工/ベンテン/シスター等のインディーズ・レーベル。リットー・ミュージック。※デヴィッド・リンドレーの紹介でライ・クーダーと知りあう。以後、現在まで友人として彼のアルバム製作などをサポート。
- 1991年 学習研究社『Hello World』誌に漫画連載開始。任天堂公式ガイドブックに漫画執筆。
- 1992年 『Nintendo Power（英語版）』誌（Nintendo of Americaが合衆国で発行しているゲーム誌）に『スターフォックス』の漫画を連載。これが縁でゲーム制作に携わるようになる。（ストーリーはオリジナル。この設定が後にゲームに採用される。）※この時、糸井重里の助言で漫画用の新しいペンネームを作る。『伊藤紅丸』は漫画家としての名前。任天堂 宮本茂の知遇を得る。以来、現在もギター友達として親交を深めている。AMIGAを導入3Dイラストレーションを手がける。映像作家 岩井俊雄の作品『サウンドファンタジー』製作に参加。『ザ・モノポリーゲーム2』製作に参加。以降、フリーランスの傍ら、任天堂のゲーム開発に携わる。
- 1993年 『小学6年生』誌に『MOTHER2』の漫画連載。（後に、小学館から単行本化 出版）
- 1994年 『Nintendo Power』誌に『スーパーメトロイド』の漫画を連載。（ストーリーはオリジナル。この設定が後にゲームに採用される。） リットーミュージック刊『ギターグラフィック』に『あしゅら伊藤の炸裂ギター放談』連載。
- 1995年 『MOTHER3』製作に参加。（プラットフォームを何回も変えながらも、このプロジェクトは解散。）クリーチャーズに発起人として参加。
- 1998年 『Mother3』と並行して、ポケモン3D関連のゲームに関わる。
- 1999年 ゲーム以外のポケモン（アニメーション&商品開発）に関わる。
- 2000年 秋から全米の新聞に、『Pokemon』の四コマ漫画を連載。翌年『Pikachu Meets the Press』のタイトルで単行本化。PokemonCenter NY（翌年、開店）のコンセプト&デザインを担当し、ニューヨークに1年半居住。
- 2001年 復活したTom's Cabin Productionsのアートデザインを担当。
- 2002年 クリーチャーズ退社。ハル研究所 Kirby&3Dゲームのアドバイザリースタッフとして参加。
- 2003年 9月15日 日本青年館にて「Nintendo Big Band Live」（企画/司会/演奏）
- 2005年 須貝重太率いるRhythm&Bluegrassバンド「元祖!」に参加。
- 2008年 プローグ（ゲーム開発ディベロッパー）の顧問に就任。後進のクリエイターを育てる社内講座を開設。1978年当時、オフィスをシェアしていた友人が急逝。彼が参加していたバンド「東京ボンバース」に後釜として参加することになる。
- 2010年 須貝重太の新プロジェクト「OッK Brothers」に参加。
- 2011年 長年拒んでいた個展を青山・タンバリンギャラリーで初開催。戸井十月とのバンド『711 LuckyOpen』を再結成『GANS&ROZINS』と改名。
- 2012年 自身のバンド『Poison Biscuits』結成。

## 作品

### ゲーム関連
- 任天堂公式ガイドブック スーパーマリオカート （小学館ガイドブック 1992年） 漫画&イラスト
- 任天堂公式ガイドブック スターフォックス （小学館ガイドブック 1993年） 漫画&イラスト
- 任天堂公式ガイドブック スーパーメトロイド （小学館ガイドブック 1994年） 漫画&イラスト
- ザ・モノポリーゲーム2 （SFC 1993年3月5日） ボードウォークホテルのデザイン
- MOTHER2 ギーグの逆襲 （SFC 1994年8月27日） マニュアルエディター
- スターフォックス64 （N64 1995年） Special Thanks
- サウンドファンタジー （SFC 発売中止）
- SimTunes （Win 発売：MAXIS 1996年）
- ポケモンスタジアム （N64 1998年8月1日） チーフモデラー
- ピカチュウげんきでちゅう （N64 1998年12月12日） モデラー
- 大乱闘スマッシュブラザーズ （N64 1999年1月21日）
- ポケモンスナップ （N64 1999年3月21日） チーフモデラー
- ポケモンスタジアム2 （N64 1999年4月30日） モデリングディレクター
- MOTHER3 豚王の最期 （N64 開発中止） アートディレクター
- 風来のシレン2 鬼襲来!シレン城! （N64 2000年9月27日） Special Thanks
- ポケモンスタジアム金銀 （N64 2000年12月14日） 3Dポケモンディレクター
- 大乱闘スマッシュブラザーズDX （GC 2001年11月21日） スーパーバイザー
- 星のカービィ 夢の泉デラックス （GBA 2002年10月25日） スーパーバイザー
- カービィのエアライド （GC 2003年7月11日） ビジュアルコーディネーター
- タッチ!カービィ （DS 2005年4月27日） Special Thanks
- 星のカービィ ウルトラスーパーデラックス （DS 2008年9月21日）
- 立体ピクロス （DS 2009年3月12日） アートディレクター
- 星のカービィ スーパーデラックス （Wii 2009年10月13日）
- うごくメモ帳 （DS 2009年） 参考&公式作品
- 星のカービィ Wii （Wii 2011年10月27日）
- ファイアーエムブレム 覚醒 （3DS 2012年4月19日） Special Thanks
- 星のカービィ トリプルデラックス （3DS 2014年1月11日） デザインアドバイザー
- カタチ新発見! 立体ピクロス2 （3DS 2015年10月1日） カタチデザイン